# Gaussia
Gaussia es un género con cinco especies de plantas con flores perteneciente a la familia  de las palmeras (Arecaceae).  Se distribuyen por México, Centroamérica y las Antillas.

## Descripción
Son árboles con hojas compuestas pinnadas. La especie G.attenuata se encuentra en República Dominicana y Puerto Rico, la G.gomez-pompae se encuentra en Chiapas, Oaxaca y Veracruz de México y la G.spirituana se encuentra en Cuba.

## Taxonomía
El género fue descrito por Hermann Wendland y publicado en Nachrichten von der Königlichen Gesellschaft der Wissenschaften und von der Georg-Augusts-Universität 1865(14): 327–328. 1865.
Etimología
Gaussia: nombre genérico otorgado en honor del matemático alemán Karl Friedrich Gauss (1777–1855).

## Especies
- Gaussia attenuata
- Gaussia gomez-pompae
- Gaussia maya
- Gaussia princeps
- Gaussia spirituana